# Iglesia de San Agustín (Bogotá)
La Iglesia de San Agustín es un templo colombiano de culto católico dedicado a San Agustín de Hipona, se localiza en la esquina de la carrera 7 con calle 7, justo en la parte posterior de la Casa de Nariño (palacio presidencial), en pleno sector histórico de la ciudad de Bogotá y pertenece a la jurisdicción eclesiástica de la arquidiócesis de Bogotá.
El templo hacía parte del antiguo convento de la Orden de San Agustín, consta de planta basilical de tres naves, fue construido entre 1642 a 1668, bajo los parámetros de las construcciones coloniales. En febrero de 1862, la iglesia fue centro de la Batalla de San Agustín, entre tropas del entonces presidente de la República, Mariano Ospina Rodríguez, y otras del general Tomás Cipriano de Mosquera, quien intentaba derrocarlo del poder. El templo alberga importantes obras de arte religioso de origen colonial.
Por su significado histórico, valor arquitectónico y cultural, el templo, fue declarado Monumento Nacional por medio del decreto 1.584 del 11 de agosto de 1975.

## Historia
En 1575 se estableció originalmente en Santa Fe la Orden de San Agustín. Para comienzos del siglo XVII ya estaba abierto al culto el primer templo de dicha comunidad en la ciudad, que sería una sencilla edificación de la cual se conservan algunos vestigios incorporados a la nave transversal ubicada al extremo sur del templo actual. Hacia 1642 en el lugar donde se encuentra la primera Calle Real (hoy Carrera Séptima) cruzaba el río Manzanares (hoy Río San Agustín, el cual fue canalizado y sobre él pasa la Calle Séptima) en Santa Fe, se dio inicio a la edificación de un nuevo templo de tres naves y del convento adjunto.
La culminación de la obra parece que concuerda con la fecha tallada en la portada, de 1668, aunque la consagración definitiva del templo fue en 1748.
Los maestros mayores de la construcción fueron sucesivamente Bartolomé y José de la Cruz; el albañil Lorenzo Rodríguez; los canteros Miguel Miranda, Antonio Maldonado, Antonio de la Cruz, Diego Martínez y Luis Lugo; los carpinteros, autores de las armaduras de la cubierta y algunos de los retablos fueron Juan Velásquez, Juan Moreno y Nicolás Rico. La sillería del coro fue realizada por Pedro de Heredia. Un agustino, el R.P. Matías Rico, es el autor del chapitel de la torre.
El 14 de noviembre de 1817 fue fusilada la heroína Policarpa Salavarrieta, sus restos descansan en la iglesia actualmente .

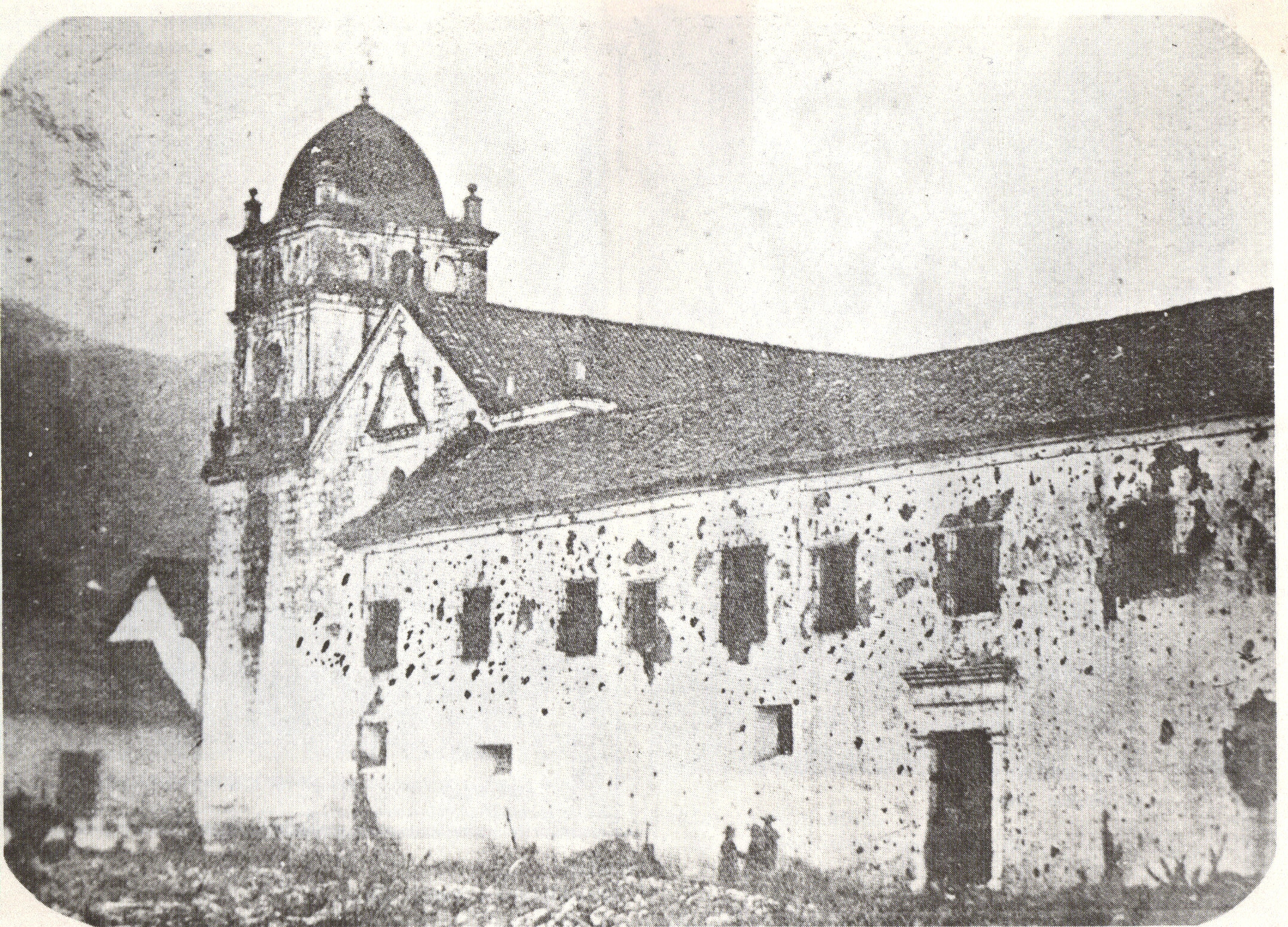
Iglesia (izq.) y convento (der.) de San Agustín después de la batalla homónima.

El 9 de septiembre de 1861 el gobierno del General Tomás Cipriano de Mosquera, dictó el decreto sobre “Desamortización de Bienes de Manos Muertas”, o sea, los bienes eclesiásticos fueron expropiados y vendidos en subasta pública. Por lo cual, se ordenó la exclaustración de los Agustinos, y tanto el templo como el convento pasaron a manos del gobierno colombiano, además este último fue convertido en cuartel militar.
En febrero de 1862, la iglesia y el convento fueron el centro de la célebre Batalla de San Agustín, entre las tropas conservadoras (simpatizantes del entonces presidente de la República, Mariano Ospina Rodríguez), y al mando de Leonardo Canal, y las tropas que defendían la causa del general Tomás Cipriano de Mosquera, quien intentaba derrocarlo del poder. En este enfrentamiento la iglesia sufrió serios daños en su sector sur, en el interior desapareció una buena parte de la decoración y parte del archivo documental.
En 1867 la iglesia fue devuelta al culto pero el convento continuó siendo utilizado como cuartel militar, interrumpidamente, hasta 1938, año en la cual se decretó su demolición, la cual se inició en abril de 1940 y en su lugar se construyó el Palacio de los Ministerios. Entre el 9 y 10 de abril de 1948, debido a su proximidad al Palacio Presidencial, el templo fue nuevamente objeto de destrozos a causa de los disturbios y protestas, generados por la muerte de Jorge Eliécer Gaitán.
Las reparaciones de la iglesia han sucedido gradualmente a través de las décadas. Entre 1954 y 1963, éstas fueron dirigidas por el gran pintor de réplicas religiosas y restauraciones el R.P. Nicéforo Rojo, O.S.A.
La restauración sistemática empezada en 1980 y finalizada en 1986, fue ejecutada bajo la dirección administrativa del R.P. Cándido Barja, con la dirección arquitectónica del arquitecto Germán Téllez y la ejecución de obra del arquitecto Luis Augusto Izquierdo. La restauración de pintura y decoración mural fue realizada bajo la dirección del experto Rodolfo Vallín.

## Descripción

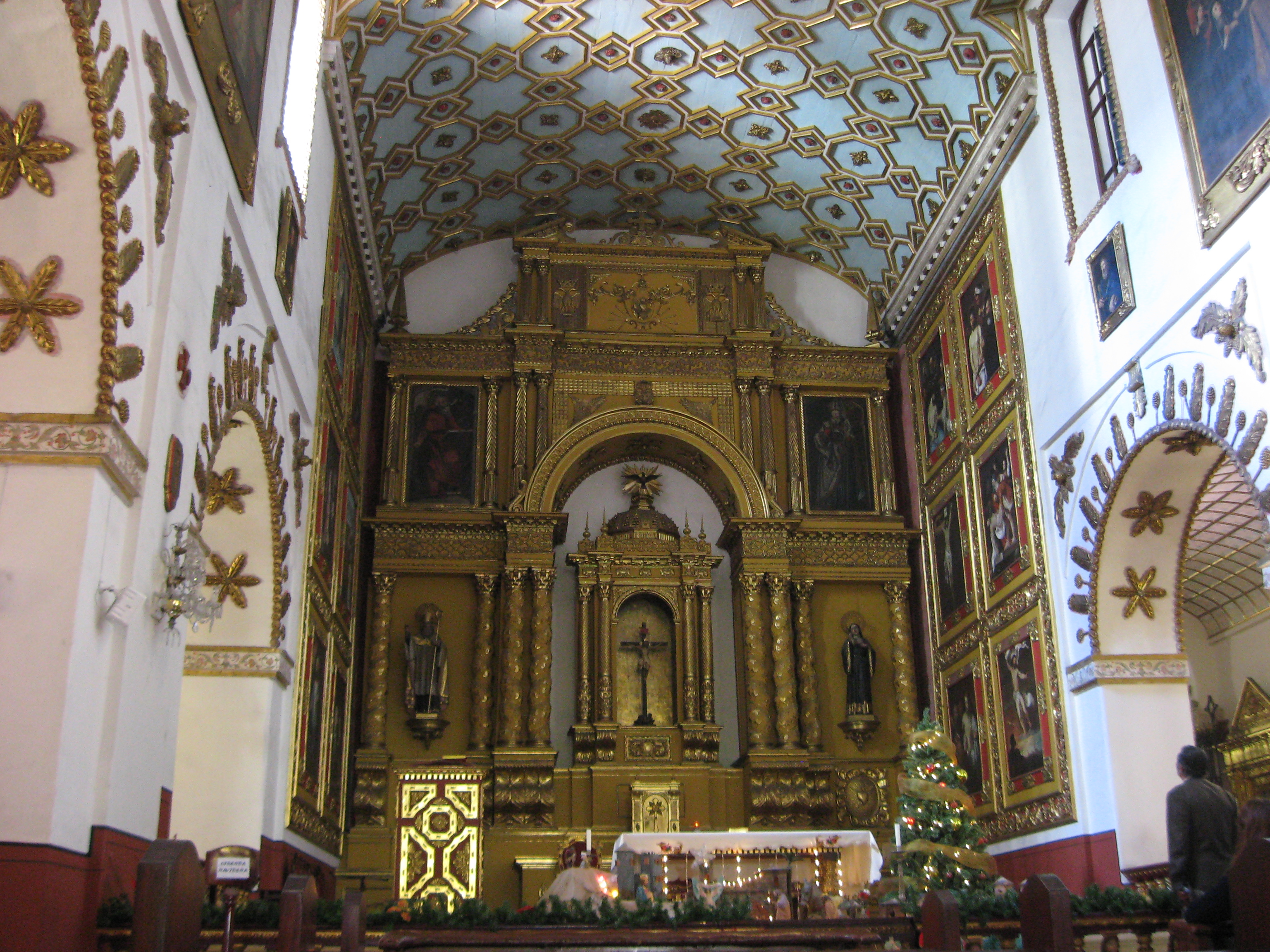
Altar y retablo mayor.

La iglesia cuenta con una planta basilical de tres naves longitudinales (la principal o central y dos laterales). Igualmente, detrás del altar mayor hay un espacio transitable algo así como un deambulatorio, al cual se le agregaron los vestigios de la iglesia original, que en 1606 abrió la orden por primera vez y en la cual, se destaca la belleza de sus altares de estilo barroco y recubiertos en hojilla de oro, además de los numerosos cuadros e imágenes, entre otros, la escultura de madera y metal de Jesús Nazareno, del artista Pedro de Lugo Albarracín, así como cuadros de la vida de Jesús, de la Virgen, de la Sagrada Familia, de San Agustín y otros Santos de la Orden Agustina. La nave principal o central posee una bóveda falsa de corte elíptico (única en el territorio de la Nueva Granada), el cual es un artesanado con una fina decoración y que cuelga del techo, cuya estructura es de par y nudillo.
Una de las mejores obras del templo es la sillería del coro de San Agustín, trabajada en madera de cedro tallada a mediados del siglo XVII, la cual fue elaborada por el ebanista Pedro de Heredia. 

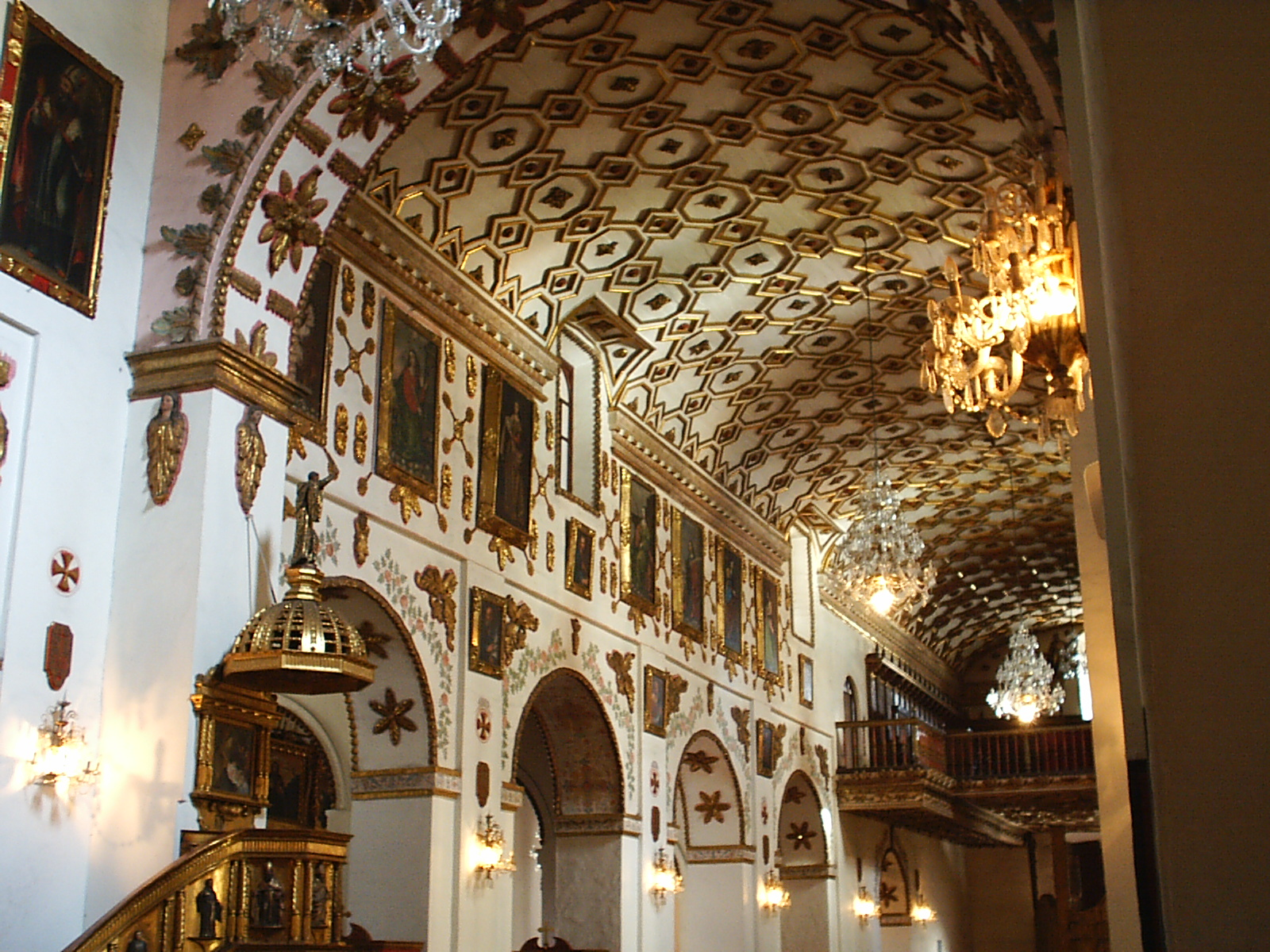
Nave central, nótese el artesonado en forma bóveda elíptica.

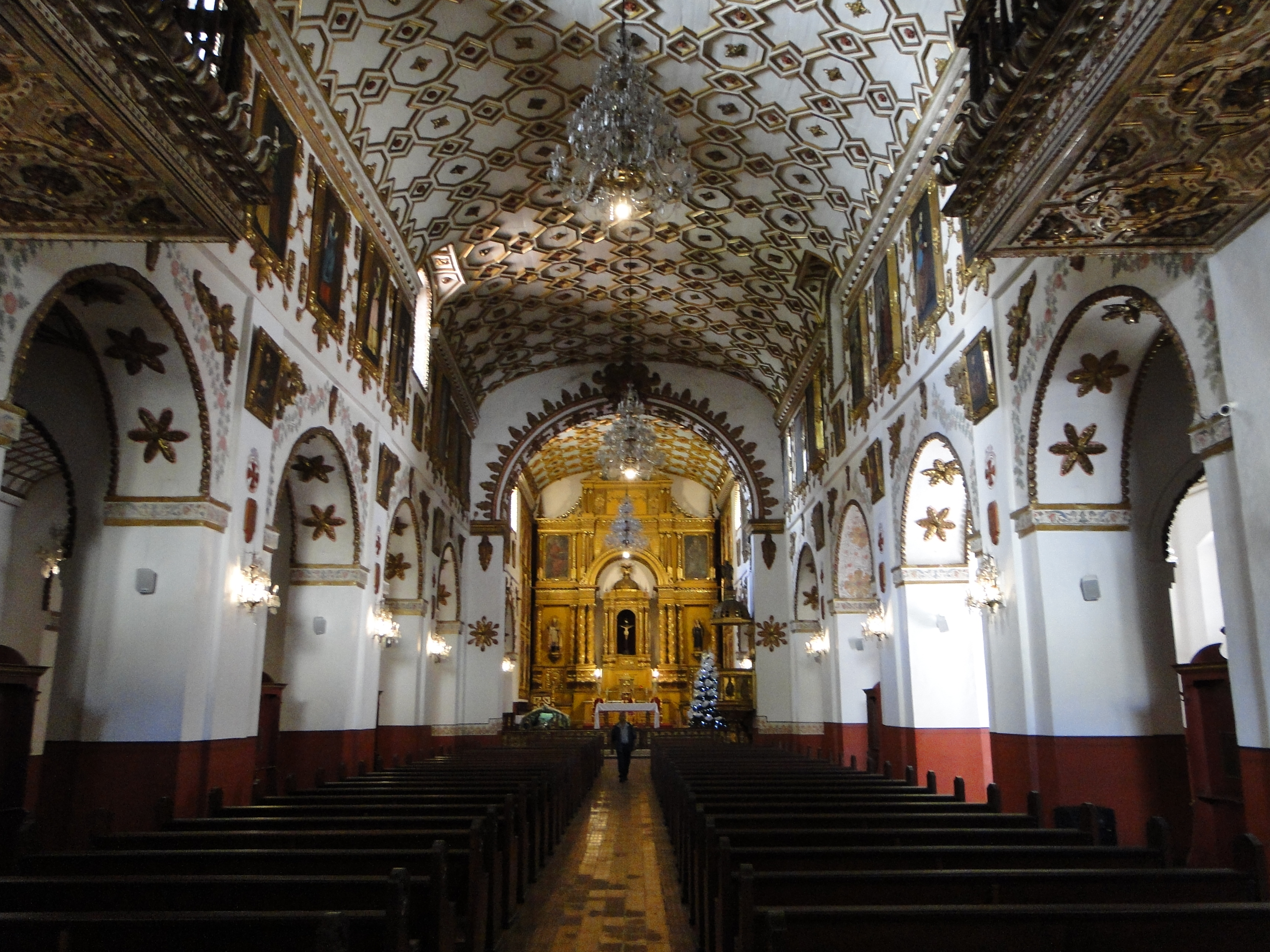
Vista interior

La fachada principal tiene una portada de proporciones esbeltas, conformada por dos columnas tipo toscano sobre pedestales que enmarcan el vano de ingreso en forma de arco de medio punto, el cual tiene las dovelas bien resaltadas. Sobre el vano de ingreso esta una sencilla cornisa, sobre la cual se encuentra la ventana del coro en forma de arco de medio punto, el cual está coronado por un frontón curvo en su ángulo superior, en cuyo interior se halla el escudo de la orden. Una cornisa remata la fachada principal del templo, que sobre el costado nororiental tiene una torre de dos cuerpos adornada con pináculos y que remata en una cúpula apuntada en su cumbre.
Las fachadas eran originalmente blancas, pero se le quitó el pañete, dejando la piedra y el ladrillo a la vista, tal vez buscando resaltar sus características coloniales, pero dicha acción ha suscitado críticas, pues al estar al descubierto causa erosión, generando graves perjuicios para su conservación. Solo la torre se encuentra blanca.

### Materiales y técnica
Estructuralmente la iglesia funciona con muros de carga, los cuales son en mampostería mixta, que incluyen piedra, ladrillo, adobe y tapia pisada, sobre los cuales se montaron armaduras de techos en la técnica usual de par y nudillo en maderas traídas de Bojacá (Cundinamarca). La decoración espacial del templo incluye el único artesonado en bóveda elíptica existente en la Nueva Granada, sobre sus tres naves. Posee una sencilla portada en piedra, lo que se podría llamar interpretación santafereña de recursos arquitectónicos renacentistas tomados aquí y allá de los tratados del arte.

## Estado de conservación
La restauración comenzada a partir de 1980 buscaba soluciones técnicas para problemas estructurales tales como el mal estado de las cubiertas y la carencia de instalaciones eléctricas e hidráulicas adecuadas para este tipo de edificio colonial. En el interior se emprendió la recuperación de los rasgos espaciales y decorativos más auténticamente originales del templo. Es así como se recuperaron los colores y acabados más antiguos y se encontró abundante decoración pictórica mural. Así mismo, se recuperó la escalera que unía los dos pisos del desaparecido convento adyacente y se colocó nueva ventanearía completa. La nave occidental recobró su artesonado elíptico original, destruido hacia 1940. Esta restauración fue llevada a cabo principalmente con fondos de la propia Orden de San Agustín, y con la ayuda de la fundación para la Restauración y Conservación del Patrimonio Cultural Colombiano (Banco de la República de Colombia).